# Ubu-Pan
Pour les articles homonymes, voir Père Ubu, Ubu (homonymie) et Pan (homonymie).
Ubu-Pan est un hebdomadaire satirique belge en langue française qui paraît le jeudi qui s’adresse à un public de type conservateur (majorité "bruxelloise" et "bourgeoise").  L’hebdomadaire "Pan" est symbolisé par un personnage mi-homme, mi-bouc aux allures de satyre bien alors que Pan, divinité de la Nature, de sa flûte.

## Histoire
Il a été fondé en 1990 sous le nom Père Ubu par Henri Vellut  (qui avait perdu un œil dans les combats contre l'armée allemande en 1940) et par  Paul Jamin-Alidor qui avaient été jusque-là respectivement rédacteur en chef et caricaturiste au Pan (autre journal satirique belge francophone), avant de le quitter, brouillés avec un nouveau repreneur. En 1988, l’homme d’affaires Stéphan Jourdain avait racheté Pan au comte du Monceau avant d’associer dans "l’affaire" Paul Vanden Boeynants.
En 2004, "Pan" est racheté par Dominique Janne. Il se sépara du rédacteur en chef d’alors André Gilain et une nouvelle ligne éditoriale émergea avec l’arrivée de Nicolas Crousse.
La ligne éditoriale d'Ubu est satirique et indépendante, caractérisée par un certain conservatisme teinté de populisme bon enfant sous les traits de ses caricaturistes JacPé et Samuel,.
On y trouve également des diatribes régulières contre l'islam radical et la dénonciation systématique des travers du monde politique belge traditionnel. Les dessins et les plaisanteries sont dans la droite ligne du style historique de Pan.
Le 14 mai 2010, l'hebdomadaire belge Trends-Tendances annonce le rachat par Père Ubu de son concurrent Pan et la fusion des deux titres en un seul, à savoir Père Ubu-Pan, sous le slogan « Père Ubu : l'hebdo qui fait Pan dans le mille tous les jeudis » . L'opération se fait sous forme d'une augmentation de capital appuyée par un banquier d’affaires privé,  Arnaud van Doosselaere. Un précédent projet de fusion avait avorté deux ans plus tôt.

### Tirage
Au moment de la fusion, Père Ubu avait une diffusion de 4 000 exemplaires hebdomadaires dont 1 000 abonnés tandis que le tirage de Pan n'est pas communiqué mis à part le chiffre d'à peine 300 abonnés. Le tirage consolidé des deux titres est aujourd'hui de 7500 exemplaires.

## Rédacteurs en chef
Le rédacteur en chef emblématique d'Ubu, Rodolphe Bogaerts (dit Rudy), (qui fut aussi précepteur du Laurent de Belgique) - qui avait succédé à Vellut au décès de celui-ci -  décède inopinément le 23 octobre 2007 d'une rupture d'anévrisme devant son école. 
Fondateur d'une école privée à Uccle, la Brussels School, il fut un virulent détracteur de l'islam fondamentaliste. Ses attaques contre le monde politique traditionnel lui vaudront quelques procès - essentiellement de politiciens socialistes. 
Il avait précédemment été responsable de diverses publications : "Jaco" (un mensuel Ucclois aujourd'hui disparu), la revue du Centre des étudiants nationaux (CEN) et celle de la Fédération générale des étudiants européens (FGE). 
Il réalisait le Père Ubu presque seul dans les locaux attenant à son établissement scolaire.
Après son décès, ses enfants ont relancé le Père Ubu le 29 janvier 2008, après 3 mois d'interruption.  L'actuel rédacteur en chef est son fils aîné John-Alexander Bogaerts; Charles-Albert Bogaerts, le fils cadet, assumant, quant à lui, le rôle de secrétaire de rédaction. Quant au puîné, David-Ian, il a repris seul le flambeau de l'école privée.

## Collaborateurs
La plupart des articles sont écrits sous pseudonymes, sauf le billet de Claude Demelenne et jadis celui du Père Samuel. 
Parmi les collaborateurs et informateurs anonymes, désignés par leur prénom suivi de Ubu (Charles Ubu, Bernard Ubu, etc.), se retrouvaient notamment des hommes politiques, avocats et des magistrats.
- Claude Demelenne, fonctionnaire au port de Bruxelles, ancien collaborateur d'un hebdomadaire réputé progressiste, Journal du mardi
- JacPé (Jacques Peten), dessinateur à Père Ubu depuis 1997, qui a reçu une "mention honorable" du Press Cartoon Belgium 2010[12]
- Samuel (Samuel Lemaire), fonctionnaire à l'Office des Etrangers et caricaturiste de presse à la DH, à Père Ubu depuis 2004 et, depuis octobre 2010, au journal satirique liégeois Le Poiscaille[13]

Et dans un passé récent :
- L'avocat pénaliste Jean-Paul Dumont, aujourd'hui décédé, ancien cadre interne du Parti social-chrétien (PSC), il finira par rejoindre l'extrême droite, notamment le Front démocratique bruxellois (FDB), scission du Front national belge [14]
- Marc Van Campenhoudt, ex-président du conseil d'administration de la RTBF et patron des Cliniques de l'Europe[9]
- Baudouin Peeters, chargé de coordonner la relance en janvier 2008 jusqu'à fin 2009[9]
- Alain Escada, ancien porte-parole du Front nouveau de Belgique (FNB), parti d'extrême droite, et actuel président de l'Institut Civitas (national-catholique intégriste) revendique avoir collaboré à l'hebdomadaire[15].
- Alain De Kuyssche[16], dont il devient le rédacteur en chef à partir d'octobre 2011.